# Pál Prónay

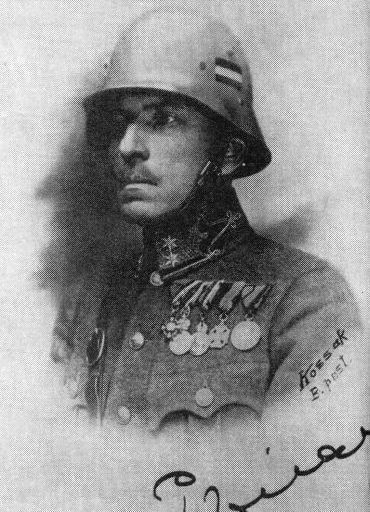
Pál Prónay, aanvoerder tijdens de Witte Terreur in Hongarije

Pál Prónay de Tótpróna et Blatnicza (Romhány, 2 november 1874 - 1946 of later) was een Hongaars reactionair en paramilitair aanvoerder in de jaren na de Eerste Wereldoorlog. Hij wordt aanzien als de bruutste officier van het Hongaars Nationaal Leger tijdens de Witte Terreur na de communistische staatsgreep van 1919.

## Achtergrond
Na de Eerste Wereldoorlog voelde het Hongaarse volk zich vernederd en uiteengerukt door de zegevierende geallieerden. Met het Verdrag van Trianon verloor Hongarije twee derde van haar grondgebied, dat aan de buurlanden werd toegekend. 
Dit gevoel van vernedering werd nog versterkt door de politieke instabiliteit. De eerste naoorlogse poging om een democratische regering te vormen onder graaf Mihály Károlyi mislukte en deze regering werd in maart 1919 ten val gebracht door een communistische staatsgreep. De aanvoerder van deze staatsgreep, Béla Kun, had een Joodse achtergrond en had een opleiding genoten in Sovjet-Rusland. Hoewel het communistische bewind aanvankelijk populair was, verloor Kuns Radenrepubliek snel de steun van de bevolking, voornamelijk omwille van haar mislukte economische beleid, haar klungelige pogingen om verloren grondgebied terug te eisen van Tsjecho-Slowakije en Roemenië en de Rode Terreur, waarbij jonge schurken honderden contrarevolutionaire of als "bourgeois" bestempelde tegenstanders van het communistische regime toetakelden of vermoordden.

## Biografie

### Vroege leven
Prónay was in 1875 geboren in Romhány in een oude aristocratische familie in Noord-Hongarije. Hij studeerde aan het Militair Instituut "Lahne" en maakte maar langzaam promotie als officier, omdat hij gewelddadig was tegenover zijn eigen manschappen.

### Het Nationaal Leger
In het zuiden van Hongarije werd tegen het communistische bewind in Hongarije een tegenregering gevormd, de zogenaamde "Tegenregering van Szeged", die de steun van de geallieerden wou verwerven. Deze regering vertrouwde haar militaire aangelegenheden toe aan de voormalige admiraal van de Oostenrijks-Hongaarse vloot, Miklós Horthy, die een contra-revolutionaire strijdmacht vormde en deze het Nationaal Leger noemde. Horthy deed een oproep aan Hongaarse officieren om zich bij het Nationaal Leger aan te sluiten; Prónay gaf als een van de eersten gehoor aan deze oproep.

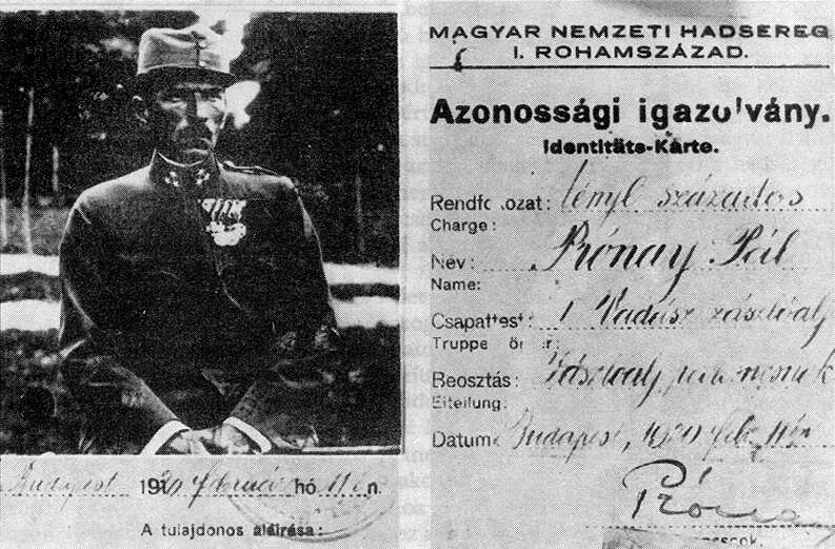
Prónays militaire legitimatiebewijs

Na de staatsgreep van Kun overwoog Prónay eerst om te emigreren, maar in de plaats reisde hij af naar Szeged om zich aan te sluiten bij Horthy, waar hem het bevel over diens lijfwacht werd toegewezen. Zo kwam hij ook in contact met Gyula Gömbös, de rechtse politicus en latere premier van Hongarije.
In de zomer van 1919 vormde Prónay de eerste militie partizanen, die later de "Witte Garde" zouden worden genoemd. Terwijl het Nationaal Leger succesvol door het land trok, begon Prónay aan een campagne van anticommunistische represailles, die bekend staat onder de naam "Witte Terreur", en die bijna twee jaar duurde. Het doel was enerzijds om wraak te nemen voor de communistische wandaden, en anderzijds om de angstige bevolking te intimideren, opdat ze zich zouden onderwerpen aan het nieuwe contrarevolutionaire gezag. Bovendien wilde Prónay "de traditioneel goede relatie tussen heer en bediende" herstellen, hetgeen in essentie betekende dat hij gehoorzaamheid bij de bediendenklasse wilde afdwingen.

### Witte Terreur
Prónay's naam stond synoniem met de ergste wreedheden van de Witte Terreur. Hij koos zijn doelwitten uit onder communisten, sociaaldemocraten, boeren en Joden. De Joden kregen vaak de schuld voor de communistische staatsgreep, omdat het merendeel van de communistische leiders uit Joden bestond. Prónay vond het niet nodig om zijn wreedheden te verbergen of te verdoezelen. Zijn eenheid ontvoerde en chanteerde Joodse handelaars en hakte de borsten af van boerinnen en Joodse vrouwen. De oren van hun slachtoffers werden afgesneden als trofee en sommige slachtoffers werden - soms levend - in de stoomketel van hun gewapende trein geworpen.

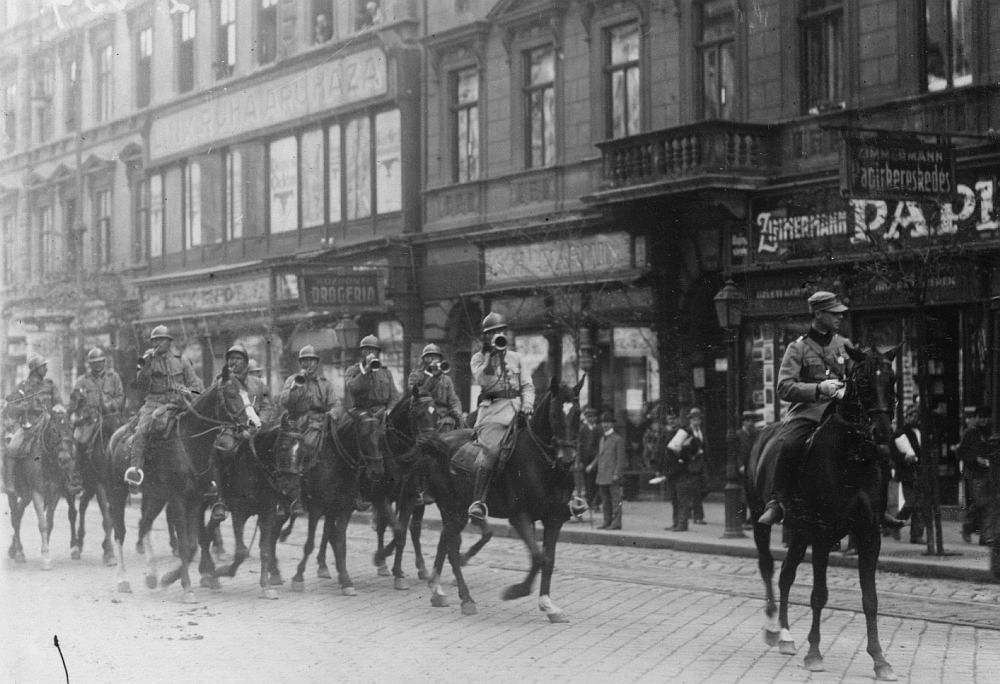
Intocht van de Roemeense cavalerie in Boedapest, augustus 1919

Toen het Roemeense leger tijdens de Hongaars-Roemeense Oorlog Hongarije in augustus 1919 binnenviel, vluchtten Kun en zijn trawanten. De Witte Terreur nam echter in intensiteit toe. Hoewel de wandaden van de Witte Terreur niet enkel aan Prónay zijn toe te schrijven, was hij verreweg de fanatiekste en wreedste aanvoerder. Na afloop van de Hongaars-Roemeense oorlog in november 1919 vertrokken de Roemeense troepen weer. Horthy en het Nationaal Leger bestendigden hun greep op het land en de hoofdstad. Desalniettemin gingen de aanvallen van Prónay gewoon door. Een algemene pogrom in Boedapest kwam slechts tot stilstand door tussenkomst van Horthy. Prónay schreef hierover dat Horthy 

...[hem] berispte voor de vele Joodse lijken die overal in het land werden aangetroffen, in het bijzonder in Transdanubië. Dit, beklemtoonde hij, gaf de buitenlandse pers extra munitie tegen ons. Hij zei me dat we moeten ophouden met het lastigvallen van kleine Joden en in de plaats grote Joden moeten vermoorden, zoals Somogyi of Vazsonyi, deze mensen verdienen des te meer een straf... tevergeefs heb ik geprobeerd hem ervan te overtuigen dat de liberale kranten hoe dan ook tegen ons zouden zijn, en het er niet toe deed of we maar één Jood of hen allemaal vermoordden.

### Einde van Prónay's carrière
Ook na de oprichting van het nieuwe Koninkrijk Hongarije ging de terreur gewoon verder. Vooral Prónay's bataljon was steeds moeilijker in de hand te houden. Hun wreedheid ontzette de hogere klasse in Hongarije en trok de aandacht van de buitenlandse pers. Mogelijk heeft dit, vlak voor de ratificatie van het Verdrag van Trianon, ook bijgedragen tot de harde lijn van de geallieerden tegenover Hongarije.
In de zomer van 1920 nam Horthy maatregelen om de reactionaire bataljons in te tomen, maar toch slaagde Prónay er nog een tijd in om deze maatregelen te ontduiken. Nadat zijn manschappen echter betrokken bleken  te zijn bij de moord op een politieagent in Boedapest in november 1920, verloor hij veel van zijn krediet. In de zomer daarop werd hij terechtgesteld voor afpersing van een rijke Joodse politicus en "het beledigen van de parlementsvoorzitter" door het verdoezelen van deze afpersing. Prónay werd schuldig bevonden aan beide aanklachten en werd zo een schandvlek op het blazoen van het regime. Hij werd uit zijn aanvoerderspost ontheven en in het Hongaars parlement verketterd als een banale crimineel.
Nadat hij een korte straf had uitgezeten, trachtte hij Horthy te overtuigen om hem zijn aanvoerderspost opnieuw te verlenen, maar dit verzoek werd door Horthy afgewezen. Hierna verhuisde Prónay naar de Oostenrijkse grens, waar hij zijn wreedheden verderzette en zichzelf uitriep tot opperbevelhebber van de staat Lajtabánság. In de herfst van 1921 sloot hij zich aan bij een tweede (mislukte) poging om Horthy te verdrijven en de Habsburger Karel IV opnieuw op de Hongaarse troon te zetten. In januari 1922 werd Prónay's bataljon voorgoed ontbonden en zijn leden werden uit het leger gezet.
Nadien ging hij in de politiek als lid van de rechtse oppositie. In de jaren 1930 spiegelde hij zich aan de nazi's en probeerde hij in Hongarije een fascistische massabeweging op de been te brengen. In 1932 werd hij beschuldigd van aansporing tot geweld en vervolgens veroordeeld tot zes maanden gevangenis en ontdaan van zijn rang van luitenant-kolonel.
In oktober 1944, toen Boedapest zich aan het einde van de Tweede Wereldoorlog in een staat van chaos bevond, vormde de 69-jarige Prónay een doodseskader om zijn pijlen opnieuw op de Hongaarse Joden te richten. Hij verdween in de laatste weken van de oorlog. Algemeen werd eerst aangenomen dat hij sneuvelde tijdens de Slag om Boedapest. Na het openen van sovjet-archieven, bleek dat hij op 20 maart 1945 gevangengenomen was, nadien tot 20 jaar dwangarbeid was veroordeeld omwille van sabotage en spionage. Hij stierf in de goelag in 1947 of 1948.